# Coronantherinae
Coronantherinae je podtribus gesnerijevki smješten u tribus Coronanthereae, dio potporodice Gesnerioideae. Sastoji se od dva roda s ukupno 12 vrsta iz Nove Kaledonije i Novog Zelanda, uglavnom grmovi. 

## Sistematika
1. Subtribus Coronantherinae Fritsch
  1. Coronanthera Vieill. ex C. B. Clarke (11 spp.)
  2. Rhabdothamnus A. Cunn. (1 sp.)